# 瑞克搖

《永不放弃你》音樂錄影帶截图

瑞克搖（英語：Rickrolling，又称或），是一种恶作剧和网络，主要与瑞克·艾斯利于1987年發行的歌曲《永不放弃你》的音乐影片有关。
该现象屬於網路惡搞文化。借由耸动标题吸引观众點進去，卻只見《永不放弃你》的音樂視頻和舞动的歌手或者是在视频中插入该MV片段，而這個行為稱為「Rickrolled」（也拼成Rickroll'd），意思為（被）瑞克搖了。
瑞克摇源于类似的诱骗点击类型“duckrolling”，知名于2006年的4chan论坛。2007年愚人节瑞克摇在4chan爆紅，并在同年流传至其它网站。该迷因在2008年因出现在多个公开场合而成为主流关注点，尤其是2008年愚人节YouTube在其网站的恶搞。
该迷因出现时，原曲演唱者艾斯利重返歌唱事业未久，对是否接受迷因带来的新人气感到犹豫，不过后来便欣然接受，并参加了2008年梅西感恩节大游行，且在活动中公然Rickroll大众。自此，艾斯利重振事业，并且他本人也被Rickrolled多次。

## 起源
原曲《永不放弃你》收录在1987年理查德·艾斯利的出道专辑《每当你孤独时》中。该曲也是其出道单曲专辑，并曾荣登多个国际榜单的第一名，其中包括公告牌百强单曲榜、当代成人单曲榜及英国单曲排行榜。该曲的音乐视频也是艾斯利的首作，以艾斯利随歌舞动为特色。
瑞克摇的前身则源于一场恶作剧，其为2006年在4chan贴图讨论版流行的一种早期迷因“Duckrolling”，该版版主Christopher "m00t" Poole在其版面创建了一个文字过滤器，将所有包含“Egg”的内容替换为了“Duck”，其中一个帖子的“Eggroll”（蛋卷）也因此被替换成了“Duckroll”（鸭子卷），与此同时，又有一匿名用户发布了一张脚踩轮子的鸭子图，称其为“duckroll”。随即该图便在网站上流传，并以钓鱼链接和标题党的形式散播，这样，点进去的人就会看到该图片，那么这个人就“被Duckrolled了”。
2007年，随着万众对《侠盗猎车手IV》发布的期待，3月Rockstar Games在其网站上发布了游戏预告片。由于热度过高，网站因为大量入站流量而崩溃，于是不少用户便将该视频发布至不同的网站，唯独在4chan的/v/板（即影片遊戲板）中，一位用户发布了声称是预告片的链接，但却重定向到《永不放弃你》的视频，由此诱骗大量网民点击。其他网民得知后，也套用这种钓鱼的形式，进而成为“Rickrolling”的先驱。同年愚人节，Rickrolling的钓鱼链接在4chan上大肆传播，并在同年后期散布到其它网站如Fark和Digg，并基于“Duckrolling”衍生出“Rickrolling”名称。
不过网络上另有一个起源说法：2006年密歇根州农村居民Erik Helwig拨打了当地的体育脱口秀电台电话，但他播放了《永不放弃你》而不是与DJ互动，使得DJ无语。尽管该事件发生在4chan之前，Know Your Meme网站主编辑Don Caldwell称该事件与是否启发4chan用户使用该影片无直接关联。

## 爆红
2008年该迷因开始出现在更多主流消息来源中，并成为恶作剧风潮最高峰。4月SurveyUSA的问卷中估计至少有1800万美国成人被Rickrolled。

### 電台電視
2007年6月21日，Rickroll出现在深夜秀「和卡森·戴利的最後通話」（Last Call with Carson Daly）中。卡森說他將播放他在網上找到的有關芭黎絲·希爾頓和巴斯達韻（Busta Rhymes）的影片。不過，他播放的是《永不放弃你》音樂影片，並指出他已經Rickroll了觀眾。
諸如辛辛那提WKFS的一些電台也跟上了Rickroll風潮，在節目中插播《永不放弃你》。
2008年4月4日，E!的頻道節目《The Soup》本來會介紹L.A.刺青客的季末，但它播放了《永不放弃你》音樂錄像。

### 對山達基的抗議
山达基教会曾大量审查批评该教会的视频，网络组织匿名者便发起Project Chanology行动，并在其教会于全球的多个总部附近播放及表演此歌曲，用以對抗山達基。2008年2月10日，示威者在倫敦、華府、紐約、聖路易、底特律和西雅圖的示威中，一邊播放此曲，一邊用喇叭呼喊“Never Gonna Let You Down”的歌词。The Guardian稱此事為「現場對山達基的Rickrolling」（a live rick-rolling of the Church of Scientology）為了回應山達基派設立的反匿名者的網頁，Project Chanology也設立一個同網址相似的網頁，其內容正是《永不放弃你》的MV。

### 東華盛頓大學籃球賽

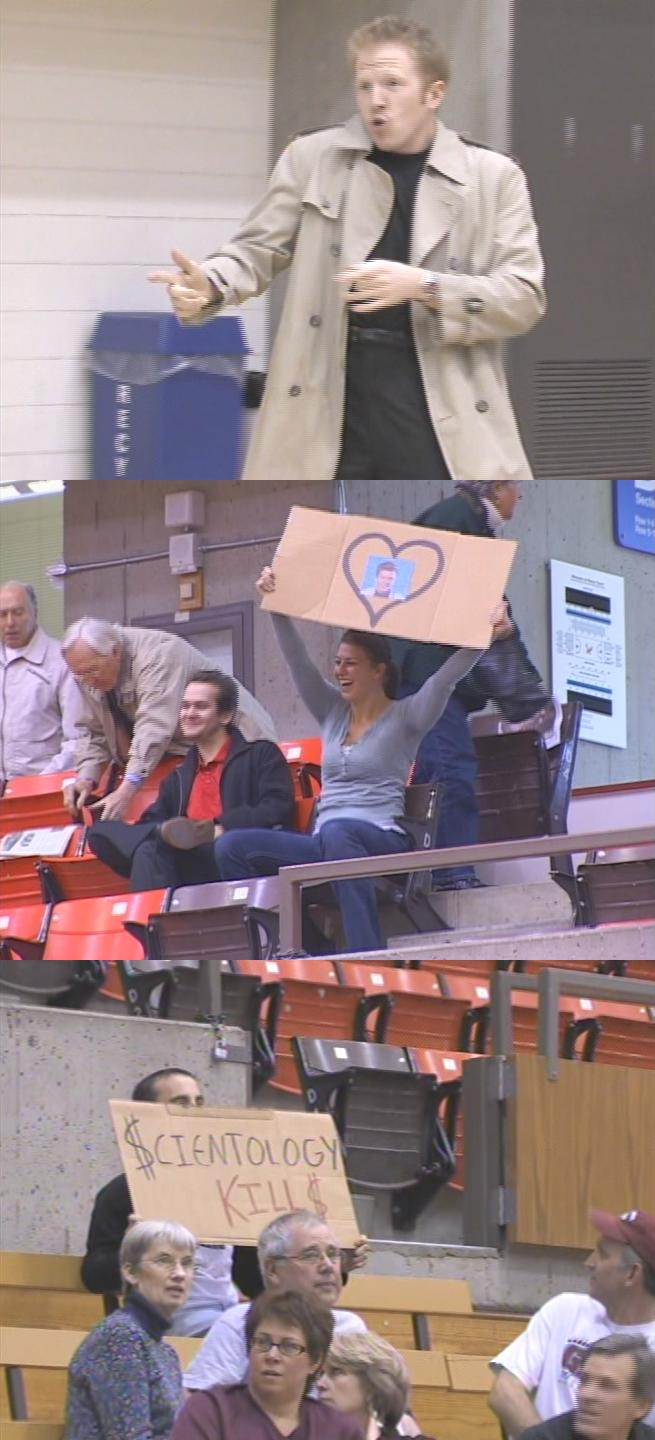
2008年3月，東華盛頓大學的四人女子籃球賽在首張照片中被Rickroll。大文·佩里（裝扮成艾斯利的學生）於賽前表演。

2008年3月，東華盛頓大學的四人女子籃球賽賽事遭到了「瑞克搖」。賽事開始前，一位學生模仿艾斯利的舞蹈并「對嘴」表演了《永不放弃你》。後來，一段混有賽前Rickroll和半場休息的合成片段被上傳到YouTube。第三張圖片中更有人舉起寫有「山達基是殺人魔」的牌子。另外，有人扮成東華盛頓大學的吉祥物，手持Xenu.net（反山達基）的紙牌，二者皆為前述匿名者向山達基的抗議。
《紐約時報》原報導称比賽被「瑞克搖」給「擾亂」了（原文作interrupted）。后于2008年3月27日，報內刊澄清指出並沒有擾亂情況發生。

### 2008年愚人節恶搞
2008年愚人節和接下來的幾個星期，很多似乎是不約而同的Rickroll在互聯網及新聞媒體出現。YouTube首頁的所有特色影片均被链接到该MV。
社區博客網站LiveJournal宣佈於同日往其諮詢委員會新增一名會員，名為「rickastley」，點進去該鏈接會自動重定向至该MV。
網上商店ThinkGeek在他們的主頁宣傳一個新產品Betamax與HD DVD轉換器。產品介紹頁裡的示範影片也是该MV。
惡作劇網站PrankDialer.com聲稱在四月一日通過電話Rickroll了超過三萬人。

### 紐約大都會
2008年4月4日，纽约大都会球队发布了一個網絡投票，讓投票者選擇歌曲並留下一個供填歌曲名字的空格，多数者将成为紐約大都會賽季的第八首入圍歌曲。以Fark.com為首的許多網絡團體邀请讀者为《永不放弃你》投票。隨後，紐約大都會於4月7日宣佈《永不放弃你》以五百萬票勝出。不过大都會其後發現這是網民的惡作劇，於是便停止使用艾斯利的歌曲，并於4月8日宣佈將這首歌從表演名單剔除。
美國職棒網站其後聲稱該事件是支持者因受到艾斯利的影響而集體投票導致的，即屬於Rickroll。當這首曲子在主場開幕被播放時，全場傳出一片噓聲。

### 梅西感恩节大游行

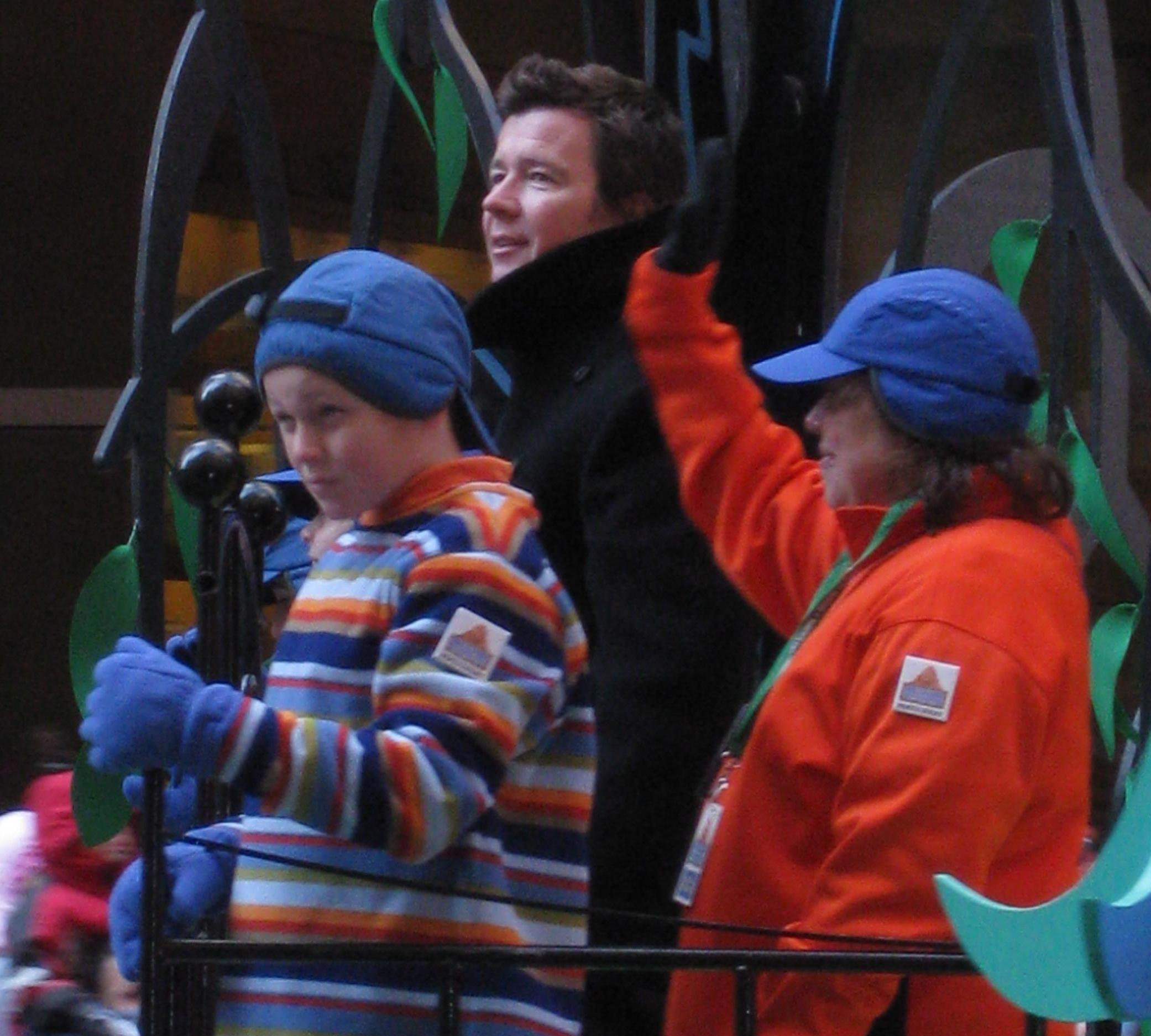
艾斯利在2008年梅西感恩节大游行中演唱该歌曲

2008年12月时该歌曲在YouTube上的音乐视频已有超过2000万观看次数，并被认为是网络爆红视频。但当时艾斯利对该曲在网络上的新人气并无感想。在2008年3月的一次访谈中，当艾斯利被问及对当下rickrolling的趋势有何想法时，他称其“很奇怪”，尽管他最近没怎么演出，但觉得这很有趣。不过在2008年的梅西感恩节大游行中，艾斯利在卡通频道电视动画《亲亲麻吉》的花车表演中突然出现，向人群与电视机观众表演对嘴演唱《永不放弃你》，使其成为当时最大型的Rickroll事件。据艾斯利称，卡通频道当时花重金请他为游行表演，尽管他非常警惕使用迷因的人气来宣传自己，但最终还是表演了。

## 后续流行
2009年9月，Wired杂志发布了一篇有关现代恶作剧的指南，并将瑞克摇同连环信一样列为众所周知的初级恶作剧之一。该迷因还延伸为含蓄使用该歌曲的歌词。本曲的翻唱版本也被用作瑞克摇。2018年4月，《西部世界》的制作人发布了一个视频，据称是提前放出该剧第二季的剧透指南，但实际内容是女主角扮演者埃文·蕾切尔·伍德演唱《永不放弃你》伴随着另一位演员安吉拉·萨拉菲扬弹奏钢琴。
YouTube上最为流行的一个Rickroll视频是一个上传于2007年的本曲MV，题为“RickRoll'D”，在2010年2月因违反使用条款而被移除，不过移除操作又在当天被回退。2014年7月18日该视频又被撤下，不久后操作又被撤销，至2021年该视频已有超过8900万播放量。2021年7月起该视频又因违反YouTube服务条款被撤下。理查德·艾斯利的YouTube官方频道在2009年10月24日上传了另一个版本，2021年7月下旬《永不放弃你》在YouTube上的MV达到了十亿播放量，成为达到此播放量的第四首1980年代歌曲。至2022年6月，此MV已累積超过12亿三千萬播放量。
該迷因的地位使得该歌曲的使用融入流行文化。2016年《南方公园》第20季中有4集引用了该曲片段。2018年的《无敌破坏王2》中，最后的彩蛋是由影片的主角破坏王拉尔夫借“《冰雪奇缘2》的尝鲜预告片”的名义翻唱了本歌曲并同艾斯利一样在台上舞动。该曲亦出现在电影《大黄蜂》中，并包含在其最初的预告片的结尾中
。
2018年1月5日，保罗·芬威克宣布已经开通了几条“Rick Astley 热线”，只要拨打便会播放《永不放弃你》以及其他作者的改编版。
2019年8月25日，美国职棒于圣迭戈的沛可球场举行赛事，在波士顿红袜与圣迭戈教士比赛中场休息期间，圣迭戈教士方的荧屏开始播放《Sweet Caroline》，正要播放到副歌时，荧屏突然切换到《永不放弃你》，观众对此反应热烈。
2020至2021年，因為疫情影響網路使用率大增，瑞克摇再度在全球爆紅，重新在網路上開始大規模流行，迷因的傳播再一次來到高峰，在兩年間音樂mv的觀看次數直線上升。其中由於2019冠狀病毒病疫情影响，学生们常在Zoom在线课堂中Rickroll他们的老师和同学。2021年初《Never Gonna Give You Up》的4K高清重制版更是以病毒性传播。同年该网络迷因传入中国大陆，索尼音乐中国在Bilibili上发布的音乐视频截至2022年4月播放量达到5214.8万次。2021年7月1日任天堂和宝可梦公司宣布当日为“大尾狸日”并声称将公布宝可梦新系列，但实际上是大尾狸戏仿《Never Gonna Give You Up》MV的动作。
在2021年，Apple TV+影集Ted Lasso第二季，劇中片段巧妙帶入《永不放弃你》，對此瑞克本人也在Twitter上表示感謝與驚喜。
2021年10月16日，格蕾塔·桑伯格在瑞典斯德哥爾摩舉辦的Climate Live活動上演出了《永不放弃你》，瑞克本人甚至在推特分享了此影片，並稱其「Fantastic（太棒了）」
2022年8月，適逢〈Never Gonna Give You Up〉推出35周年，瑞克·艾斯里在美國汽車協會的廣告中重新製作並演出了Never Gonna Give You Up的MV，引起廣大反響。

## 反应

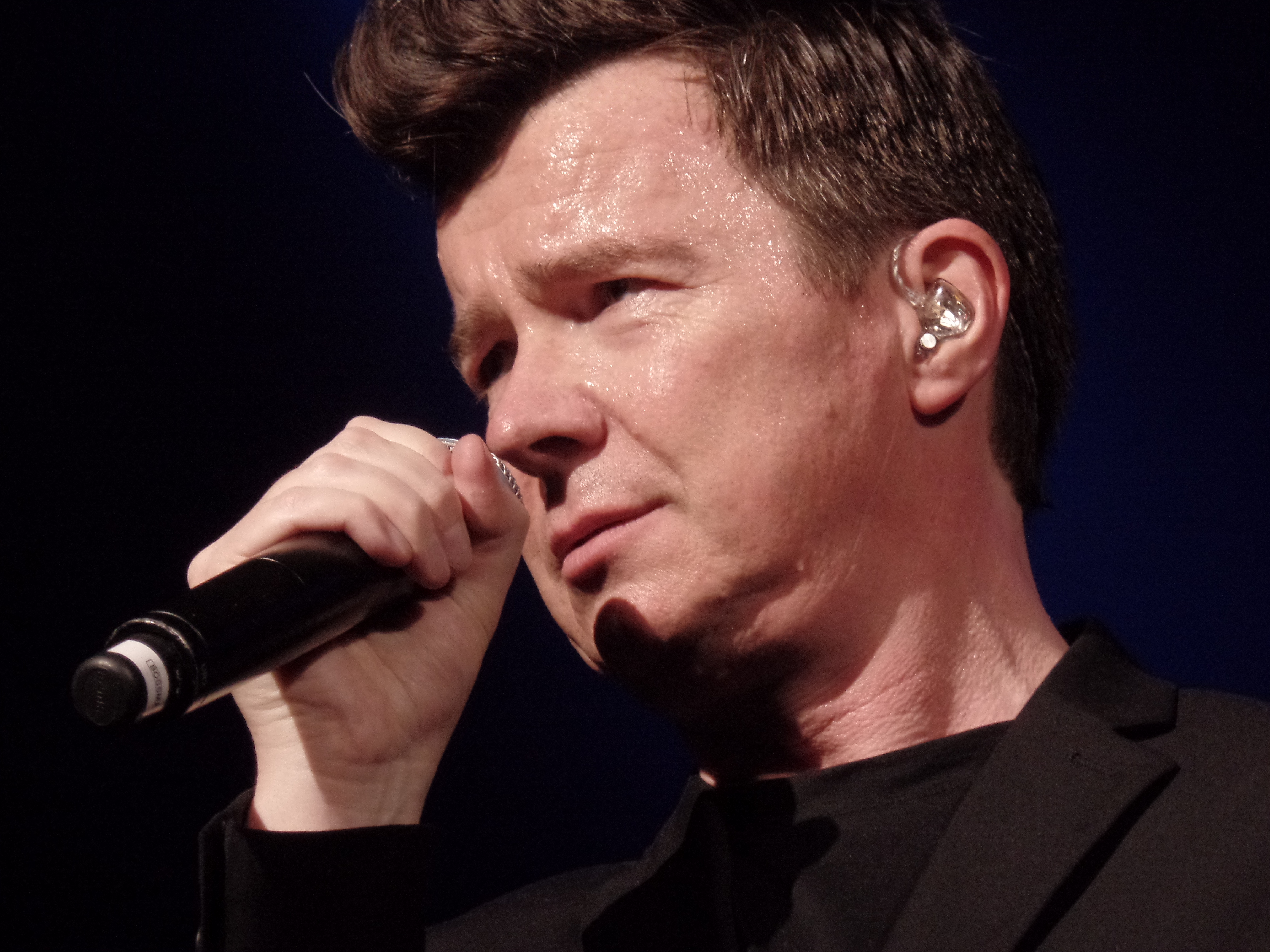
艾斯利于2017年表演

2008年3月的一次访谈中，艾斯利表示用瑞克摇来抗议山达基“很好笑”，同时称不会利用瑞克摇的现象来出新专辑或混音篇，不过如果其它作者制作的话他会很开心。整体而言，艾斯利并没有被此现象所困扰，反而表示其“古怪而有趣”，唯一的担忧则是他的女儿会因此而感到尴尬。艾斯利所属唱片公司的发言人表示艾斯利对瑞克摇的兴趣已经消逝，同时表示“很抱歉，但他已经不想提瑞克摇了。”
2008年11月，由于网民在官方提名网站大量投票，艾斯利被2008年MTV欧洲音乐大奖提名为“史上最佳艺人”。该行动使得艾斯利成为该奖项的胜者，并促使MTV在公布后邀请艾斯利前来颁奖典礼。10月10日艾斯利的网站确认已收到颁奖典礼邀请函。2008年11月6日，就在颁奖典礼准备直播的几小时前，MTV欧洲表示不想在典礼上授予艾斯利奖项，反而想要推迟颁奖时间，之后为艾斯利投票的众多粉丝发现颁奖典礼的提名名单中没有他。此后在一次访谈中艾斯利表示这个奖项“很愚蠢”，但认为“MTV被彻底Rickrolled了”，并感谢当时为他投票的各位。2009年，艾斯利在《时代》周刊的时代百大人物专栏中写了一篇关于4chan创始人moot的文章，并感谢了他为瑞克摇现象的贡献。
据The Register网站称，在2010年艾斯利在YouTube直接获得了仅12美金的演出收入。尽管当时该歌曲已被播放3900万次，艾斯利并非为其作曲且仅从录音版权中获得了演出份额。但2016年艾斯利反驳了这些报告。
艾斯利本人亦被Rickroll数次。实际上，他第一次被Rickrolled时发生在瑞克摇病毒现象之前。在与拉里·金的访谈中，艾斯利表示他第一次被恶作剧是在2000年早期收到了一封来自朋友的邮件。在2020年6月Reddit上发表的一篇帖子中，一位名叫“u/theMalleableDuck”的用户声称12岁时曾在节目后台与艾斯利会面，但该用户实际上发布了一个链接到该MV的链接而非证实当时场面的照片。艾斯利后来证实他被欺骗点进去了这个链接。该帖后成为2020年Reddit上点赞数量最高的帖子
。

## 外部連結
- 瑞克搖數據庫 （页面存档备份，存于）